# لهجة البديات
بديات أو طوبا، هي لهجة من لغة الزغاوة (لغة نيلية صحراوية) توجد في تشاد وغرب السودان، على عكس متحدثي لغة الزغاوة الأخرون فمتحدثي هذه اللهجة بدو، أدى هذا الاختلاف إلى اعتقاد علماء الإثنوغرافيا الأوائل أنهم مجموعة مختلفة حتى أُثبتت أوجه التشابه اللغوي علاقتهم الوثيقة.